# Allgemeine musikalische Zeitung

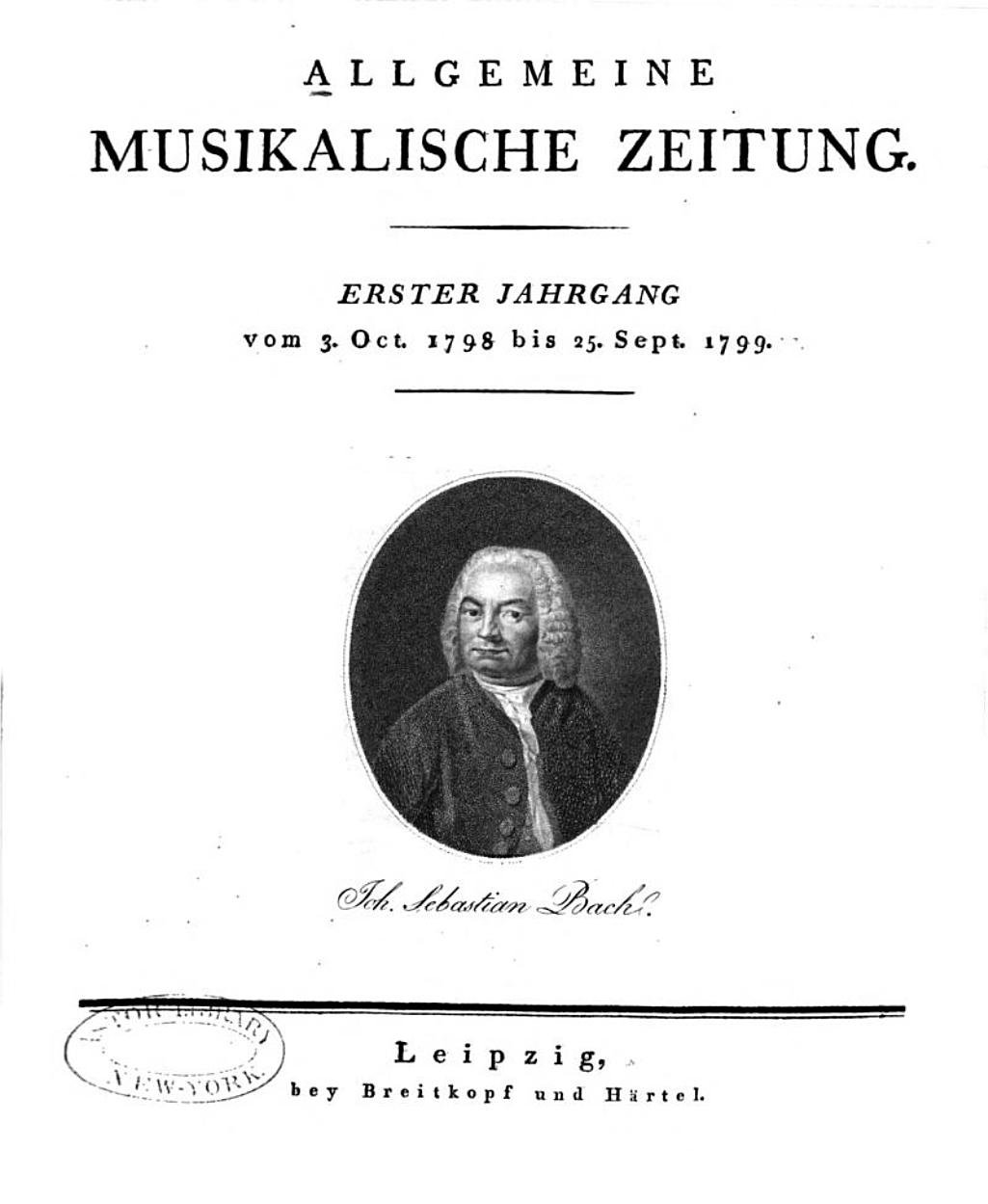
Page de titre du premier volume montant un portrait de Bach.

Pour les articles homonymes, voir Allgemeine Zeitung et AMZ.
L'Allgemeine musikalische Zeitung  (« journal musical général ») est un périodique en langue allemande publié pendant tout le XIXe siècle. Il est fondé par l'écrivain Johann Friedrich Rochlitz et l'éditeur Gottfried Christoph Härtel. Selon Alessandra Comini (2008), il s'agit du journal musical le plus important de langue allemande de cette époque. Il traite des événements musicaux ayant lieu aussi bien à l'étranger que dans les pays germanophones et couvre aussi bien la France, l'Italie, la Russie, la Grande-Bretagne, que les pays germanophones sur lesquels il met l'accent et traite même parfois de l'Amérique.
Le journal fait preuve d'impartialité dans les jugements et de discrétion concernant la position personnelle des musiciens dont il parle, ce qui lui assure une haute estime de la société musicale allemande de l'époque et une grande influence.
L’Allgemeine musikalische Zeitung de Leipzig, ne doit pas être confondu avec le Berliner allgemeine musikalische Zeitung, un magazine musical différent publié à Berlin, ni avec le Wiener allgemeine musikalische Zeitung, qui était publié à Vienne en Autriche.

## Histoire
Le périodique est paru en deux séries : 
- un magazine hebdomadaire publié entre 1798 et 1848
- une nouvelle version dans la période 1866 à 1882[3].

L'éditeur était Breitkopf & Härtel de Leipzig pour la première période et les trois premières années de la seconde. Le périodique a ensuite été publié par J. Reiter-Biedermann Pendant un temps de la seconde période (1866-1868), le titre fut modifié ainsi : Leipziger Allgemeine musikalische Zeitung (« AmZ de Leipzig »).
Un grand nombre de documents importants sont parus dans la revue, y compris la première version en chapitre de la biographie de Georg August von Griesinger (de) sur Joseph Haydn, des articles du savant Gustav Nottebohm et du critique Eduard Hanslick. Le journal employait le fameux critique Ernst Theodor Amadeus Hoffmann et publia une très influente critique de la Cinquième symphonie de Beethoven. Robert Schumann et Franz Liszt publièrent tous deux dans le journal.
Avec moins de bonheur, le magazine a également publié les prétendues « anecdotes de Rochlitz », série d'encadrés sur Mozart, écrits par le premier éditeur. Aujourd'hui, ces anecdotes sont largement considérées comme le fruit de la fertile imagination de Rochlitz.

### Éditeurs

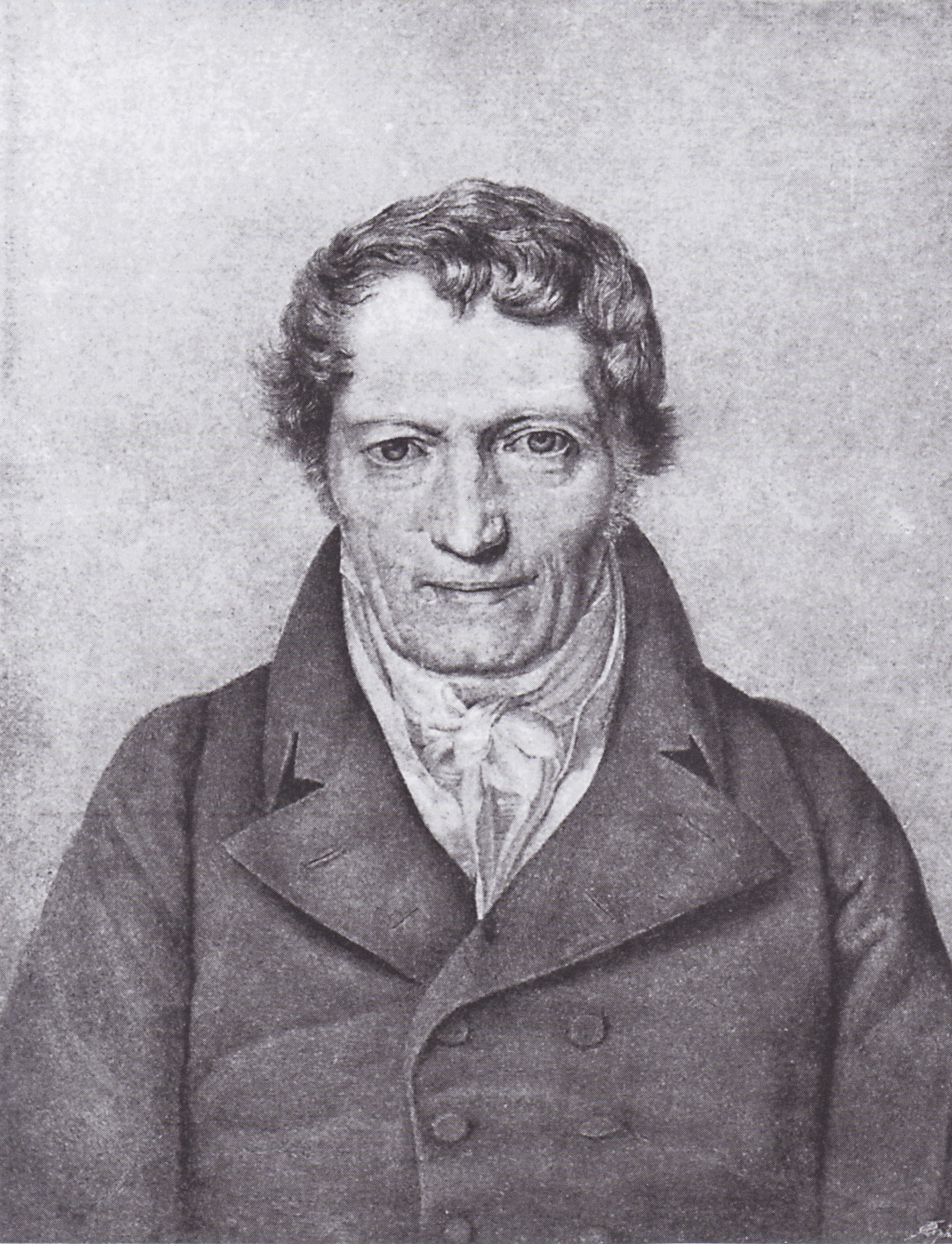
Gottfried Christoph Härtel en 1823.

Les éditeurs de l'Allgemeine musikalische Zeitung pendant les cinquante ans de la première période  :
- Johann Friedrich Rochlitz, pendant les vingt-cinq premières années (1798–1818) ; il poursuivit ensuite ses contributions pendant encore dix-sept ans,
- Gottfried Christoph Härtel, c'est le propriétaire de la maison d'édition de la revue. Il participe de façon anonyme en prenant direction de la revue pendant dix ans,
- Gottfried Wilhelm Fink (de), fut éditeur pendant quatorze ans (1827–1842),
- Carl Ferdinand Becker, organiste de Leipzig, en 1842,
- Moritz Hauptmann, cantor de Église Saint-Thomas de Leipzig en 1843,
- une période de trois ans sans éditeur,
- Johann Christian Lobe (de), pour les deux ans et demi suivants.

Pendant la seconde période : 
- Zelmar Bagge (1863–1868)
- Arran fond Dommer (juillet-octobre 1868)
- Friedrich Hrizander (1868–1871)
- Josef Mueller (1871–1875)
- Friedrich Hrizander (1875–1882)

## Correspondants
Le journal avait des correspondants dans chaque grande ville allemande.
- Barmen: Emil Kamphausen
- Bâle : Selmar Bagge (de)
- Berlin : Friedrich Wilhelm Jähns, Philipp Spitta
- Bonn : Hermann Deiters (de)
- Frankfort sur le Main : W. Oppel
- Göttingen : Eduard Hille, E. Krueger
- Hambourg : Emil Krause (de)
- Kempten : Adolf Thürlings (de)
- Cologne : S. de Lange, R. E. Reusch
- Copenhague : Anton Rée (de)
- Leipzig : Franz von Holstein, Albert Tottmann, Gustav Wustmann (de)
- Magdeburg : Alexander Ritter (de)
- Munich : Karl Emil von Schafhäutl, Friedrich Stetter, L. Stetter, G. von Tucher
- Potsdam : Paul Waldersee
- Stuttgart : Bernhard Gugler (de)
- Trieste : Eduard Bix
- Vienne : Martin Gustav Nottebohm (de), A. Tuma

### Répertoire International de la Presse Musicale
Le Répertoire international de la presse musicale a publié en volumes les deux séries :
- Ole Hass, Allgemeine musikalische Zeitung 1798–1848. 14 vols. Répertoire International de la Presse Musicale (Baltimore, Maryland: RIPM, 2009)[4].
- Karl Kügle, Allgemeine musikalische Zeitung 1863–1882. 7 vols. Répertoire International de la Presse Musicale (Ann Arbor, Michigan: UMI, 1995[5].